# Atletiek op de Olympische Zomerspelen 1924
Atletiek is een van de sporten die beoefend werden tijdens de Olympische Zomerspelen 1924 in Parijs.

## Heren

### 100 m
| rang   | sporter(s)      | land | tijd    |
| ------ | --------------- | ---- | ------- |
| Goud   | Harold Abrahams | GBR  | OR 10.6 |
| Zilver | Jackson Scholz  | USA  | 10.7    |
| Brons  | Arthur Porritt  | NZL  | 10.8    |
| 4      | Chester Bowman  | USA  |         |
| 5      | Charley Paddock | USA  |         |
| 6      | Loren Murchison | USA  |         |

### 200 m
| rang   | sporter(s)      | land | tijd    |
| ------ | --------------- | ---- | ------- |
| Goud   | Jackson Scholz  | USA  | OR 21.6 |
| Zilver | Charley Paddock | USA  | 21.7    |
| Brons  | Eric Liddell    | GBR  | 21.9    |
| 4      | George Hill     | USA  |         |
| 5      | Bayes Norton    | USA  |         |
| 6      | Harold Abrahams | GBR  |         |

### 400 m
| rang   | sporter(s)    | land | tijd    |
| ------ | ------------- | ---- | ------- |
| Goud   | Eric Liddell  | GBR  | WR 47.6 |
| Zilver | Horatio Fitch | USA  | 48.4    |
| Brons  | Guy Butler    | GBR  | 48.6    |
| 4      | David Johnson | CAN  |         |
| 5      | John Taylor   | USA  |         |
|        | Josef Imbach  | SUI  | DNF     |

### 800 m
| rang   | sporter(s)         | land | tijd   |
| ------ | ------------------ | ---- | ------ |
| Goud   | Douglas Lowe       | GBR  | 1:52.4 |
| Zilver | Paul Martin        | SUI  | 1:52.6 |
| Brons  | Schuyler Enck      | USA  | 1:53.0 |
| 4      | Henry Stallard     | GBR  | 1:53.0 |
| 5      | William Richardson | USA  | 1:53.7 |
| 6      | Ray Dodge          | USA  | 1:54.2 |
| 7      | John Watters       | USA  | 1:54.2 |
| 8      | Charles Hoff       | NOR  |        |

### 1500 m
| rang   | sporter(s)      | land | tijd      |
| ------ | --------------- | ---- | --------- |
| Goud   | Paavo Nurmi     | FIN  | OR 3:53.6 |
| Zilver | Willy Schärer   | SUI  | 3:55.0    |
| Brons  | Henry Stallard  | GBR  | 3:55.6    |
| 4      | Douglas Lowe    | GBR  | 3:57.0    |
| 5      | Raymond Buker   | USA  | 3:58.6    |
| 6      | Lloyd Hahn      | USA  | 3:59.0    |
| 7      | Ray Watson      | USA  | 3:59.9    |
| 8      | Frej Liewendahl | FIN  | 4:00.3    |

### 5000 m
| rang   | sporter(s)               | land | tijd       |
| ------ | ------------------------ | ---- | ---------- |
| Goud   | Paavo Nurmi              | FIN  | OR 14:31.2 |
| Zilver | Ville Ritola             | FIN  | 14:31.4    |
| Brons  | Edvin Wide               | SWE  | 15:01.8    |
| 4      | John Romig               | USA  | 15:12.4    |
| 5      | Eino Seppälä             | FIN  | 15:18.4    |
| 6      | Charles Clibbon          | GBR  | 15:29.0    |
| 7      | Lucien Dolques           | FRA  | 15:33.0    |
| 8      | Axel Eriksson-Ejderfeldt | SWE  | 15:38.0    |

### 10000 m
| rang   | sporter(s)      | land | tijd       |
| ------ | --------------- | ---- | ---------- |
| Goud   | Ville Ritola    | FIN  | WR 30:23.2 |
| Zilver | Edvin Wide      | SWE  | 30:55.2    |
| Brons  | Eero Berg       | FIN  | 31:43.0    |
| 4      | Väinö Sipilä    | FIN  | 31:50.2    |
| 5      | Ernest Harper   | GBR  |            |
| 6      | Halland Britton | GBR  |            |
| 7      | Guillaume Tell  | FRA  |            |
| 8      | Earle Johnson   | USA  |            |

### marathon
| rang   | sporter(s)              | land | tijd      |
| ------ | ----------------------- | ---- | --------- |
| Goud   | Albin Stenroos          | FIN  | 2:41:22.6 |
| Zilver | Romeo Bertini           | ITA  | 2:47:19.6 |
| Brons  | Clarence DeMar          | USA  | 2:48:14.0 |
| 4      | Lauri Halonen           | FIN  | 2:49:47.4 |
| 5      | Sam Ferris              | GBR  | 2:52:26.0 |
| 6      | Manuel Plaza            | CHI  | 2:52:26.0 |
| 7      | Ahmed Boughéra El Ouafi | FRA  | 2:54:19.6 |
| 8      | Gustav Kinn             | SWE  | 2:54:33.4 |

### 110 m horden
| rang   | sporter(s)               | land | tijd |
| ------ | ------------------------ | ---- | ---- |
| Goud   | Daniel Kinsey            | USA  | 15.0 |
| Zilver | Sydney Atkinson          | RSA  | 15.0 |
| Brons  | Sten Pettersson          | SWE  | 15.4 |
| 4      | Carl-Axel Christiernsson | SWE  | 15.5 |
| 5      | Karl Anderson            | SWE  |      |
|        | George Guthrie           | USA  | DQ   |

### 400 m horden
| rang   | sporter(s)         | land | tijd    |
| ------ | ------------------ | ---- | ------- |
| Goud   | Morgan Taylor      | USA  | 52.6    |
| Zilver | Erik Vilén         | FIN  | OR 53.8 |
| Brons  | Ivan Riley         | USA  | 54.2    |
| 4      | Géo André          | FRA  | 56.2    |
|        | Frederick Blackett | GBR  | DQ      |
|        | Charles Brookins   | USA  | DQ      |

Een OR was alleen geldig indien alle horden bleven staan.

### 3000 m steeple chase
| rang   | sporter(s)      | land | tijd      |
| ------ | --------------- | ---- | --------- |
| Goud   | Ville Ritola    | FIN  | OR 9:33.6 |
| Zilver | Elias Katz      | FIN  | 9:44.0    |
| Brons  | Paul Bontemps   | FRA  | 9:45.2    |
| 4      | Marvin Rick     | USA  | 9:56.4    |
| 5      | Karl Ebb        | FIN  | 9:57.6    |
| 6      | Evelyn Montague | GBR  |           |
| 7      | Michael Devaney | USA  |           |
| 8      | Albert Isola    | FRA  |           |

### 4x100 m estafette
| rang   | sporter(s)                                                    | land | tijd    |
| ------ | ------------------------------------------------------------- | ---- | ------- |
| Goud   | Louis Clarke Frank Hussey Al Leconey Loren Murchison          | USA  | WR 41.0 |
| Zilver | Harold Abrahams William Nichol Walter Rangeley Lancelot Royle | GBR  | 41.2    |
| Brons  | Jaap Boot Harry Broos Jan de Vries Rinus van den Berge        | NED  | 41.8    |
| 4      | Ferenc Gerö Lajos Kurunczy László Muskát Gusztáv Rózsahegyi   | HUN  | 42.0    |
| 5      | Maurice Degrelle Albert Heise René Mourlon André Mourlon      | FRA  | 42.2    |
|        | Karl Börner Heinz Hemmi Josef Imbach David Moriaud            | SUI  | DQ      |

### 4x400 m estafette
| rang   | sporter(s)                                                          | land | tijd      |
| ------ | ------------------------------------------------------------------- | ---- | --------- |
| Goud   | Commodore Cochran William Stevenson Oliver MacDonald Alan Helffrich | USA  | WR 3:16.0 |
| Zilver | Erik Byléhn Nils Engdahl Arthur Svensson Gustaf Wejnarth            | SWE  | 3:17.0    |
| Brons  | Guy Butler George Renwick Richard Ripley Edward Toms                | GBR  | 3:17.4    |
| 4      | Horace Aylwin Allan Christie David Johnson William Maynes           | CAN  | 3:22.8    |
| 5      | Raymond Fritz Gaston Féry Francis Galtier Barthélémy Favaudon       | FRA  | 3:23.4    |
| 6      | Guido Cominotto Alfredo Gargiullo Ennio Maffiolini Luigi Facelli    | ITA  | 3:28.0    |

### 3000 m team
| rang   | sporter(s)                                                                                   | land | punten |
| ------ | -------------------------------------------------------------------------------------------- | ---- | ------ |
| Goud   | Paavo Nurmi Ville Ritola Elias Katz Sameli Tala Frej Liewendahl Eino Seppälä                 | FIN  | 8      |
| Zilver | Bernard MacDonald Herbert Johnston George Webber Walter Porter Arthur Clark William Seagrove | GBR  | 14     |
| Brons  | Edward Kirby William Cox Willard Tibbetts Leo Larrive Joseph Ray Jimmy Connolly              | USA  | 25     |
| 4      | Paul Bontemps Armand Burtin Léonard Mascaux Camille Barbaud Jean Keller Lucien Duquesne      | FRA  | 31     |

### Veldlopen individueel (10,65 km)
| rang   | sporter(s)        | land | tijd    |
| ------ | ----------------- | ---- | ------- |
| Goud   | Paavo Nurmi       | FIN  | 32:54.8 |
| Zilver | Ville Ritola      | FIN  | 34:19.4 |
| Brons  | Earl Johnson      | USA  | 35:21.0 |
| 4      | Ernest Harper     | GBR  | 32:45.4 |
| 5      | Gustave Lauvaux   | FRA  | 36:44.8 |
| 6      | Arthur Studenroth | USA  | 36:45.4 |
| 7      | Carlo Martinenghi | ITA  | 37:01.0 |
| 8      | August Fager      | USA  | 37:40.3 |

### Veldlopen team (10,65 km)
| rang                                                                          | sporter(s)                                                           | land | punten |
| ----------------------------------------------------------------------------- | -------------------------------------------------------------------- | ---- | ------ |
| Goud                                                                          | Paavo Nurmi Ville Ritola Heikki Liimatainen                          | FIN  | 11     |
| Zilver                                                                        | Earl Johnson Arthur Studenroth August Fager                          | USA  | 14     |
| Brons                                                                         | Henri Lauvaux Gaston Heuet Maurice Norland                           | FRA  | 20     |
|                                                                               | Ernest Harper John Benham Arthur Sewell Jack Webster Joseph Williams | GBR  | DNF    |
| Fabián Velasco Miguel Peña Miguel Palau Josá Andia Jesus Dieguez Amador Palma | ESP                                                                  | DNF  |        |
| Gösta Bergström Sidon Ebeling Sven Thuresson Edvin Wide                       | SWE                                                                  | DNF  |        |

### 10 km snelwandelen
| rang   | sporter(s)      | land | tijd    |
| ------ | --------------- | ---- | ------- |
| Goud   | Ugo Frigerio    | ITA  | 47:49.0 |
| Zilver | Gordon Goodwin  | GBR  | 48:37.9 |
| Brons  | Cecil McMaster  | RSA  | 49:08.0 |
| 4      | Donato Pavesi   | ITA  | 49:17.0 |
| 5      | Arthur Schwab   | SUI  | 49:50.0 |
| 6      | Ernest Clarke   | GBR  | 49:59.2 |
| 7      | Armando Valente | ITA  |         |
| 8      | Luigi Besatra   | ITA  |         |

### hoogspringen
| rang   | sporter(s)       | land | hoogte    |
| ------ | ---------------- | ---- | --------- |
| Goud   | Harold Osborn    | USA  | OR 1.98 m |
| Zilver | Leroy Brown      | USA  | 1.95 m    |
| Brons  | Pierre Lewden    | FRA  | 1.92 m    |
| 4      | Thomas Poor      | USA  | 1.88 m    |
| 5      | Jenö Gáspár      | HUN  | 1.88 m    |
| 6      | Helge Jansson    | SWE  | 1.85 m    |
| 7      | Pierre Guilloux  | FRA  | 1.85 m    |
| 8      | Sverre Helgesen  | NOR  | 1.83 m    |
| 8      | Lawrence Roberts | RSA  | 1.83 m    |

### polsstokhoogspringen
| rang   | sporter(s)        | land | hoogte |
| ------ | ----------------- | ---- | ------ |
| Goud   | Lee Barnes        | USA  | 3.95 m |
| Zilver | Glen Graham       | USA  | 3.95 m |
| Brons  | James Brooker     | USA  | 3.90 m |
| 4      | Henry Petersen    | DEN  | 3.90 m |
| 5      | Victor Pickard    | CAN  | 3.80 m |
| 6      | Ralph Spearow     | USA  | 3.70 m |
| 7      | Maurice Henrijean | BEL  | 3.66 m |

### verspringen
| rang   | sporter(s)             | land | afstand |
| ------ | ---------------------- | ---- | ------- |
| Goud   | William DeHart Hubbard | USA  | 7.445 m |
| Zilver | Edward Gourdin         | USA  | 7.275 m |
| Brons  | Sverre Hansen          | NOR  | 7.26 m  |
| 4      | Vilho Tuulos           | FIN  | 7.07 m  |
| 5      | Louis Wilhelme         | FRA  | 6.99 m  |
| 6      | Christopher MacKintosh | GBR  | 6.92 m  |
| 7      | Virgilio Tommasi       | ITA  | 6.89 m  |

### hink-stap-springen
| rang   | sporter(s)    | land | afstand     |
| ------ | ------------- | ---- | ----------- |
| Goud   | Nick Winter   | AUS  | WR 15.525 m |
| Zilver | Luis Brunetto | ARG  | 15.425 m    |
| Brons  | Vilho Tuulos  | FIN  | 15.37 m     |
| 4      | Väinö Rainio  | FIN  | 15.01 m     |
| 5      | Folke Janson  | SWE  | 14.97 m     |
| 6      | Mikio Oda     | JPN  | 14.35 m     |

### kogelstoten
| rang   | sporter(s)      | land | afstand  |
| ------ | --------------- | ---- | -------- |
| Goud   | Bud Houser      | USA  | 14.995 m |
| Zilver | Glenn Hartranft | USA  | 14.895 m |
| Brons  | Ralph Hills     | USA  | 14.64 m  |
| 4      | Hannes Torpo    | FIN  | 14.45 m  |
| 5      | Norman Anderson | USA  | 14.29 m  |
| 6      | Elmer Niklander | FIN  | 14.26 m  |

### discuswerpen
| rang   | sporter(s)      | land | afstand     |
| ------ | --------------- | ---- | ----------- |
| Goud   | Bud Houser      | USA  | OR 46.155 m |
| Zilver | Vilho Niitymaa  | FIN  | 44.95 m     |
| Brons  | Thomas Lieb     | USA  | 44.83 m     |
| 4      | Augustus Pope   | USA  | 44.42 m     |
| 5      | Ketil Askildt   | NOR  | 43.405 m    |
| 6      | Glenn Hartranft | USA  | 42.49 m     |

### kogelslingeren
| rang   | sporter(s)      | land | afstand  |
| ------ | --------------- | ---- | -------- |
| Goud   | Fred Tootell    | USA  | 53.295 m |
| Zilver | Matt McGrath    | USA  | 50.84 m  |
| Brons  | Malcolm Nokes   | GBR  | 48.875 m |
| 4      | Erik Eriksson   | FIN  | 48.74 m  |
| 5      | Ossian Skiöld   | SWE  | 45.28 m  |
| 6      | James McEachern | USA  | 45.22 m  |

### speerwerpen
| rang   | sporter(s)       | land | afstand |
| ------ | ---------------- | ---- | ------- |
| Goud   | Jonni Myyrä      | FIN  | 62.69 m |
| Zilver | Gunnar Lindström | SWE  | 60.92 m |
| Brons  | Eugene Oberst    | USA  | 58.35 m |
| 4      | Yrjö Ekqvist     | FIN  | 57.56 m |
| 5      | William Neufeld  | USA  | 56.96 m |
| 6      | Erik Blomqvist   | SWE  | 56.85 m |

### vijfkamp
| rang   | sporter(s)      | land | punten |
| ------ | --------------- | ---- | ------ |
| Goud   | Eero Lehtonen   | FIN  | 14     |
| Zilver | Elemér Somfay   | HUN  | 16     |
| Brons  | Robert LeGendre | USA  | 18     |
| 4      | Leo Leino       | FIN  | 23     |
| 5      | Morton Kaer     | USA  | 24     |
| 6      | Hugo Lahtinen   | FIN  | 27     |

De vijfkamp bestond uit verspringen, speerwerpen, 200 m, discuswerpen en 1500 m.

Robert LeGendre kwam tot een WR-afstand van 7.765 m bij het verspringen.

### tienkamp
| rang   | sporter(s)                   | land | punten      |
| ------ | ---------------------------- | ---- | ----------- |
| Goud   | Harold Osborn                | USA  | WR 7710.775 |
| Zilver | Emerson Norton               | USA  | 7350.895    |
| Brons  | Aleksander Klumberg-Kolmpere | EST  | 7329.360    |
| 4      | Antti Hussari                | FIN  | 7005.175    |
| 5      | Edward Sutherland            | RSA  | 6794.1425   |
| 6      | Ernst Gerspach               | SUI  | 6743.530    |
| 7      | Helge Jansson                | SWE  | 6656.160    |
| 8      | Harry Frieda                 | USA  | 6618.300    |

## Medaillespiegel
| rang   | land             | goud | zilver | brons | totaal |
| ------ | ---------------- | ---- | ------ | ----- | ------ |
| 1      | Verenigde Staten | 12   | 10     | 10    | 32     |
| 2      | Finland          | 10   | 5      | 2     | 17     |
| 3      | Groot-Brittannië | 3    | 3      | 5     | 11     |
| 4      | Italië           | 1    | 1      | 0     | 2      |
| 5      | Australië        | 1    | 0      | 0     | 1      |
| 6      | Zweden           | 0    | 3      | 2     | 5      |
| 7      | Zwitserland      | 0    | 2      | 0     | 2      |
| 8      | Zuid-Afrika      | 0    | 1      | 1     | 2      |
| 9      | Argentinië       | 0    | 1      | 0     | 1      |
| 9      | Hongarije        | 0    | 1      | 0     | 1      |
| 11     | Frankrijk        | 0    | 0      | 3     | 3      |
| 12     | Estland          | 0    | 0      | 1     | 1      |
| 12     | Nederland        | 0    | 0      | 1     | 1      |
| 12     | Noorwegen        | 0    | 0      | 1     | 1      |
| 12     | Nieuw-Zeeland    | 0    | 0      | 1     | 1      |
| totaal | totaal           | 27   | 27     | 27    | 81     |